# Pietro Parolin
Pietro Parolin (Schiavon, 17 gennaio 1955) è un cardinale e arcivescovo cattolico italiano, dal 15 ottobre 2013 segretario di Stato della Santa Sede.

## Biografia
È nato ed ha vissuto per tutta l'infanzia a Schiavon, in provincia e diocesi di Vicenza. Quando aveva dieci anni, suo padre Luigi, negoziante di ferramenta, morì in un incidente stradale, lasciando la madre Ada Miotti, maestra elementare, a occuparsi di lui e dei suoi due fratelli, Maria Rosa, ora insegnante, e Giovanni, oggi magistrato.

### Formazione e ministero sacerdotale

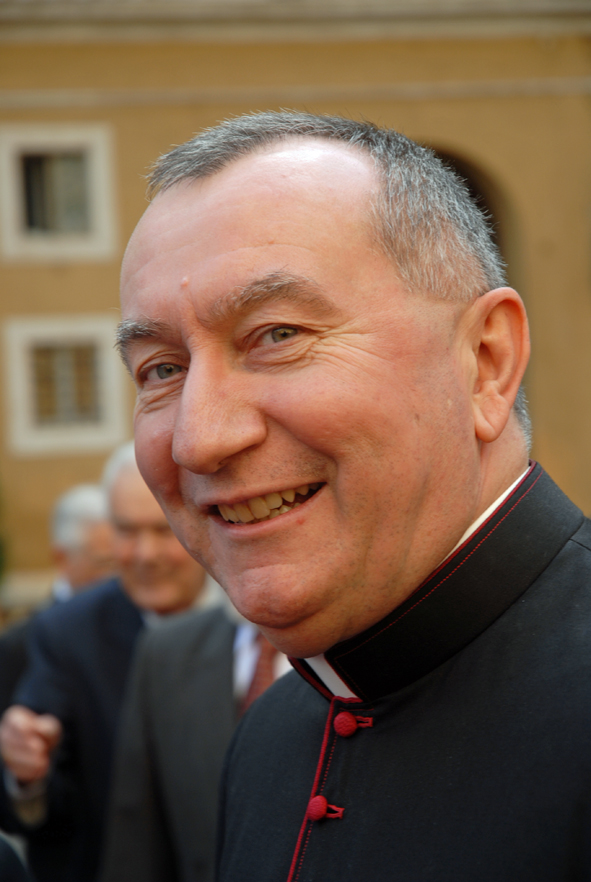
Monsignor Parolin nel 2006

Nel 1969, a quattordici anni, è entrato nel seminario vescovile di Vicenza, sentendo maturare la vocazione al sacerdozio. Ha ricevuto l'ordinazione sacerdotale il 27 aprile 1980 per imposizione delle mani di Arnoldo Onisto, vescovo di Vicenza; si è incardinato, venticinquenne, come presbitero della medesima diocesi. È stato viceparroco nella parrocchia della Santissima Trinità di Schio, prima di essere mandato a Roma per studiare alla Pontificia Università Gregoriana con la prospettiva di diventare un funzionario del tribunale diocesano. Qui la sua vita ha avuto una svolta: monsignor Onisto ha messo a disposizione della Santa Sede il giovane sacerdote, che nel 1983 è entrato alla Pontificia Accademia Ecclesiastica, dove avviene la formazione di tutti i futuri diplomatici vaticani.
Il 1º luglio 1986 ha conseguito la laurea in diritto canonico presso la Pontificia Università Gregoriana con una tesi sul Sinodo dei vescovi.
Entrato nel servizio diplomatico della Santa Sede, ha prestato la propria opera presso le nunziature di Nigeria, dal 1986 al 1989, e Messico, dal 1989 al 1992. Nel Paese latinoamericano è stato protagonista delle trattative che hanno portato al riconoscimento giuridico della Chiesa cattolica e all'allacciamento delle relazioni diplomatiche con la Santa Sede. Conclusasi felicemente la missione, è tornato a Roma presso la seconda sezione della Segreteria di Stato, dove è rimasto otto anni, fino a quando nel 2000 è passato alla sezione italiana come collaboratore del futuro cardinale Attilio Nicora. Si è occupato di questioni riguardanti l'ordinariato militare e l'assistenza religiosa per i carcerati e per i degenti negli ospedali.
A Roma, dal 1996 al 2000, è stato direttore di Villa Nazareth, istituzione fondata nel dopoguerra dal cardinale Domenico Tardini per sostenere la formazione di ragazzi meritevoli ma privi di mezzi.
Il 30 novembre 2002 papa Giovanni Paolo II lo ha nominato, quarantasettenne, sottosegretario della Sezione per i Rapporti con gli Stati della Segreteria di Stato, dove Parolin ha collaborato prima con il cardinale Angelo Sodano e poi con Tarcisio Bertone, occupandosi in particolare delle relazioni tra la Santa Sede e i Paesi asiatici, su tutti Vietnam e Cina. Tra il 2005 e il 2007 si è recato due volte a Pechino.
Ha fornito inoltre un fondamentale contributo all'adesione vaticana al Trattato di non proliferazione nucleare.

### Ministero episcopale
Il 17 agosto 2009 papa Benedetto XVI lo ha nominato, cinquantaquattrenne, nunzio apostolico in Venezuela, assegnandogli contestualmente la sede titolare di Acquapendente con dignità personale di arcivescovo titolare. La nomina è avvenuta in un periodo molto difficile per i rapporti tra la Chiesa e le autorità politiche del Paese sudamericano, all'epoca guidato dal bolivariano Hugo Chávez.
Ha ricevuto la consacrazione episcopale il successivo 12 settembre, presso la basilica di San Pietro in Vaticano, per imposizione delle mani dello stesso Pontefice, assistito dai co-consacranti cardinali Tarcisio Bertone, S.D.B., segretario di Stato della Santa Sede, e William Joseph Levada, prefetto della Congregazione per la dottrina della fede. Come suo motto episcopale il neo arcivescovo Parolin ha scelto Quis nos separabit a caritate Christi?, che tradotto vuol dire "Chi ci separerà dall'amore di Cristo?".

### Segretario di Stato e cardinale

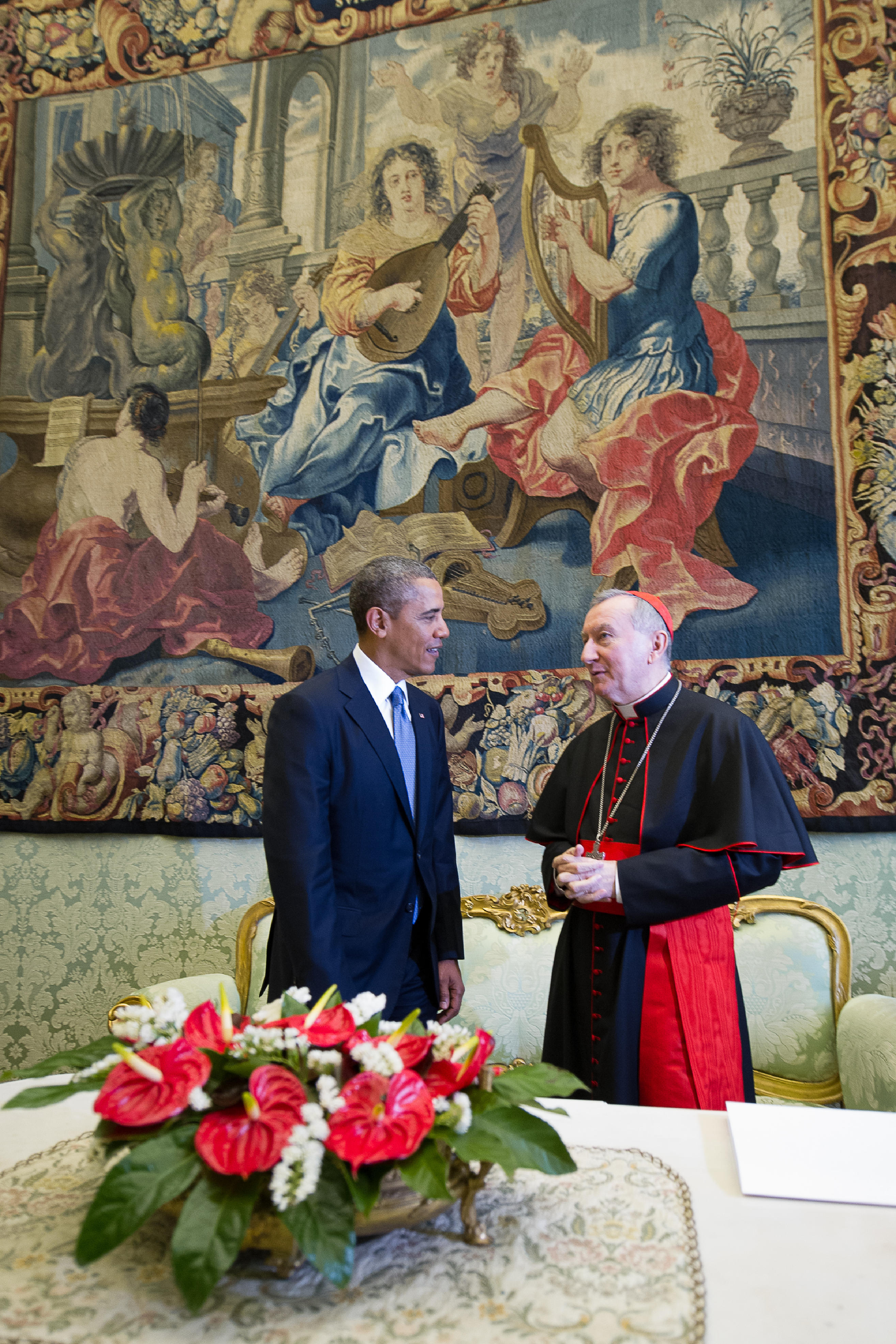
Il cardinale Parolin con il presidente degli Stati Uniti Barack Obama

Il 31 agosto 2013, a 58 anni, è stato nominato segretario di Stato da papa Francesco, eletto da pochi mesi, in sostituzione del cardinale Tarcisio Bertone, dimissionario per raggiunti limiti d'età. Ha preso possesso del suo nuovo ufficio il successivo 15 ottobre, senza poter tuttavia essere presente al passaggio di consegne a causa di un intervento chirurgico. Al momento della nomina era il più giovane segretario di Stato dai tempi di Eugenio Pacelli, che assunse la carica nel 1930 a un mese dal compimento dei 54 anni, nonché il secondo di origini venete dopo il cardinale Giambattista Rubini, in carica dal 1689 al 1691. In quanto segretario di Stato è anche presidente della commissione interdicasteriale per le Chiese particolari, presidente della commissione interdicasteriale per le Chiese in Europa orientale e cardinale protettore della Pontificia accademia ecclesiastica.
Il 12 gennaio 2014, durante l'Angelus, papa Francesco ha annunciato la sua creazione a cardinale nel concistoro del 22 febbraio seguente, primo nell'elenco. Durante la cerimonia, svoltasi nella basilica di San Pietro in Vaticano, il pontefice gli ha conferito la berretta, l'anello cardinalizio e il titolo presbiterale dei Santi Simone e Giuda Taddeo a Torre Angela, istituito nello stesso concistoro con la bolla Purpuratis Patribus. Ha preso possesso della sua chiesa titolare in una celebrazione svoltasi il 9 ottobre dello stesso anno alle ore 18:30. Fino al 5 ottobre 2019, giorno in cui è stato creato cardinale Matteo Maria Zuppi, è stato il più giovane porporato italiano vivente.
Papa Francesco lo aveva nominato: membro della Congregazione per i vescovi, il 16 dicembre 2013; membro della commissione cardinalizia di vigilanza sullo IOR, il 15 gennaio 2014; membro della Congregazione per le Chiese orientali, il 19 febbraio 2014; membro della Congregazione per l'evangelizzazione dei popoli, il 22 maggio 2014; membro della Congregazione per la dottrina della fede, il 28 maggio 2014. Dopo aver partecipato a diverse precedenti riunioni del Consiglio dei cardinali, organo istituito da papa Francesco per consigliarlo sulla riforma della Curia, dal 1º luglio 2014 ne è divenuto membro a tutti gli effetti, portando da otto a nove il numero dei porporati coinvolti. Il 28 ottobre 2016 il Pontefice lo ha nominato membro della Congregazione per il culto divino e la disciplina dei sacramenti.
Il 26 giugno 2018 lo stesso papa Francesco, derogando ai canoni 350 §§ 1-2 e 352 §§ 2-3 del Codice di diritto canonico, lo ha elevato all'ordine dei cardinali vescovi, con effetto dal 28 giugno successivo.
Con la morte di papa Francesco, il 21 aprile 2025, è decaduto dall'incarico di segretario di Stato e non è più membro dei dicasteri curiali. Ha preso parte al conclave del 2025 che ha presieduto nella veste di primo cardinale elettore, in quanto sia il decano del collegio cardinalizio, sia gli altri cardinali vescovi nominati prima di lui, essendo ultraottantenni, erano non elettori.
Oltre all'italiano conosce il francese, l'inglese e lo spagnolo.

## Posizioni teologiche, morali, sociali e su temi politici

### Celibato ecclesiastico
In un'intervista al quotidiano venezuelano El Universal si è dichiarato possibilista sulla revisione della norma che stabilisce l'obbligo del celibato per il clero di rito latino: «Il celibato non è un dogma della Chiesa» e «può essere discusso perché è una tradizione ecclesiastica». «È possibile parlare e riflettere su quei temi che non sono definiti dalla fede, e pensare ad alcune modifiche, però sempre al servizio dell'unità e sempre secondo la volontà di Dio».

### Democrazia nella Chiesa
Sempre nella stessa intervista, ha trattato del tema della democrazia nella Chiesa: «Certamente è necessaria una maggiore democratizzazione nella Chiesa». «È stato sempre detto che la Chiesa non è una democrazia. Però in questi tempi c'è un maggior spirito democratico nel sentire comune che va ascoltato con attenzione, e credo che il Papa lo abbia indicato come un obiettivo del suo pontificato».

### Omosessualità
Nel 2015, in seguito all'approvazione da parte dei cittadini irlandesi del referendum che legalizzava i matrimoni tra persone delle stesso sesso, il cardinale dichiarò che l'esito della consultazione era "una sconfitta per l'umanità", dicendosi molto triste per quanto era successo. A valle della promulgazione della Fiducia supplicans e delle proteste dei cattolici tradizionalisti e di alcuni episcopati, in particolare di quelli africani, ha rifiutato di pronunciarsi sulla liceità del documento, limitandosi a dire che c’è sempre stato «il cambiamento nella Chiesa, la Chiesa è aperta e attenta ai segni dei tempi ma deve essere fedele al Vangelo».

### Eutanasia e testamento biologico
Circa l'eutanasia ha stigmatizzato la scelta degli Stati che la introducono nel loro ordinamento e ha affermato che essa è generata dalla "hybris" ovvero "dalla tracotanza violenta di chi vuole equipararsi a Dio" per decidere quando morire. In occasione dell'approvazione da parte dell'Italia della legge sul biotestamento ha invocato come legittima e doverosa l'obiezione di coscienza su alcuni punti della nuova norma.

## Stemma e motto

Stemma cardinalizio

### Blasonatura
Di rosso, alla croce d'argento caricata da un paiolo dello stesso, accompagnata nel 1º quarto dalla lettera M d'oro e nel 2º, 3º e 4º quarto da una stella a 8 raggi dello stesso.
Il paiolo fa riferimento all'origine del cognome Parolin, probabilmente derivante dalla forma in dialetto vicentino parol con il suo diminutivo parolin ("piccolo paiolo").

### Motto
Il motto Quis nobis separabit a caritate Christi? ("Chi ci separerà dall'amore di Cristo?") deriva dalla Lettera ai Romani di san Paolo di Tarso.

## Genealogia episcopale e successione apostolica
La genealogia episcopale è:
- Cardinale Scipione Rebiba
- Cardinale Giulio Antonio Santori
- Cardinale Girolamo Bernerio, O.P.
- Arcivescovo Galeazzo Sanvitale
- Cardinale Ludovico Ludovisi
- Cardinale Luigi Caetani
- Cardinale Ulderico Carpegna
- Cardinale Paluzzo Paluzzi Altieri degli Albertoni
- Papa Benedetto XIII
- Papa Benedetto XIV
- Papa Clemente XIII
- Cardinale Bernardino Giraud
- Cardinale Alessandro Mattei
- Cardinale Pietro Francesco Galleffi
- Cardinale Giacomo Filippo Fransoni
- Cardinale Antonio Saverio De Luca
- Arcivescovo Gregor Leonhard Andreas von Scherr, O.S.B.
- Arcivescovo Friedrich von Schreiber
- Arcivescovo Franz Joseph von Stein
- Arcivescovo Joseph von Schork
- Vescovo Ferdinand von Schlör
- Arcivescovo Johann Jakob von Hauck
- Vescovo Ludwig Sebastian
- Cardinale Joseph Wendel
- Arcivescovo Josef Schneider
- Vescovo Josef Stangl
- Papa Benedetto XVI
- Cardinale Pietro Parolin

La successione apostolica è:
- Arcivescovo Aldo Giordano (2013)
- Arcivescovo Hubertus Matheus Maria van Megen (2014)
- Arcivescovo Marek Zalewski (2014)
- Arcivescovo Wojciech Załuski (2014)
- Arcivescovo Joël Mercier (2015)
- Arcivescovo Paolo Rocco Gualtieri (2015)
- Arcivescovo Piergiorgio Bertoldi (2015)
- Arcivescovo Alberto Ortega Martín (2015)
- Vescovo Pierantonio Pavanello (2016)
- Vescovo Paul Tighe (2016)
- Arcivescovo Gábor Pintér (2016)
- Arcivescovo Andrzej Józwowicz (2017)
- Arcivescovo Angelo Accattino (2017)
- Arcivescovo Dagoberto Campos Salas (2018)
- Vescovo Marco Mellino (2018)
- Arcivescovo Christophe Zakhia El-Kassis (2019)
- Arcivescovo Gianfranco Gallone (2019)
- Arcivescovo Tymon Tytus Chmielecki (2019)
- Arcivescovo Luís Miguel Muñoz Cárdaba (2020)
- Arcivescovo Ante Jozić (2020)
- Arcivescovo Giovanni Gaspari (2020)
- Arcivescovo Mark Miles (2021)
- Arcivescovo Fermín Emilio Sosa Rodríguez (2021)
- Vescovo Gilles Reithinger, M.E.P. (2021)
- Arcivescovo Visvaldas Kulbokas (2021)
- Arcivescovo Dieudonné Datonou (2021)
- Vescovo Andrea Ripa (2022)
- Arcivescovo Javier Herrera Corona (2022)
- Arcivescovo Jean-Sylvain Emien Mambé (2022)
- Arcivescovo Walter Erbì (2022)
- Arcivescovo Tomasz Grysa (2022)
- Arcivescovo Luigi Roberto Cona (2022)
- Vescovo Giuliano Brugnotto (2022)
- Arcivescovo Giuseppe Laterza (2023)
- Arcivescovo Alejandro Arellano Cedillo, C.O.R.C. (2023)
- Cardinale Rolandas Makrickas (2023)
- Arcivescovo Diego Giovanni Ravelli (2023)
- Arcivescovo Gian Luca Perici (2023)
- Arcivescovo Germano Penemote (2023)
- Arcivescovo George George Panamthundil (2023)
- Arcivescovo Mauricio Rueda Beltz (2023)
- Arcivescovo Vincenzo Turturro (2024)
- Arcivescovo Janusz Stanisław Urbańczyk (2024)
- Arcivescovo Mauro Lalli (2024)
- Arcivescovo Séamus Patrick Horgan (2024)
- Arcivescovo Kryspin Dubiel (2024)
- Arcivescovo Julien Kaboré (2024)
- Arcivescovo Rubén Darío Ruiz Mainardi (2024)
- Vescovo Fredrik Hansen (2025)
- Arcivescovo Maurizio Bravi (2025)
- Arcivescovo Giancarlo Dellagiovanna (2025)
- Arcivescovo Ignazio Ceffalia (2025)